# Єхіель Мухар
Єхіель Мухар (9 травня 1921 — 23 лютого 1969) — єврейський поет.
Він опублікував два типи поезії, які підписував різними псевдонімами: ліричну поезію підписував як «Єхіель Мар», а пісні  — «Єхіель Мохар» (іноді «Авраам» Чень).